# Lamborghini 350 GTV

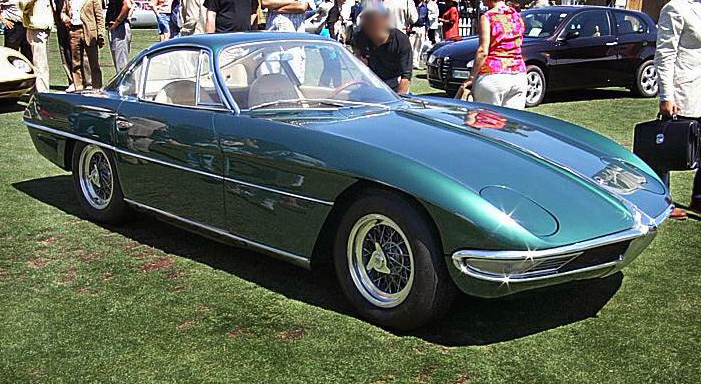
Lamborghini 350 GTV front

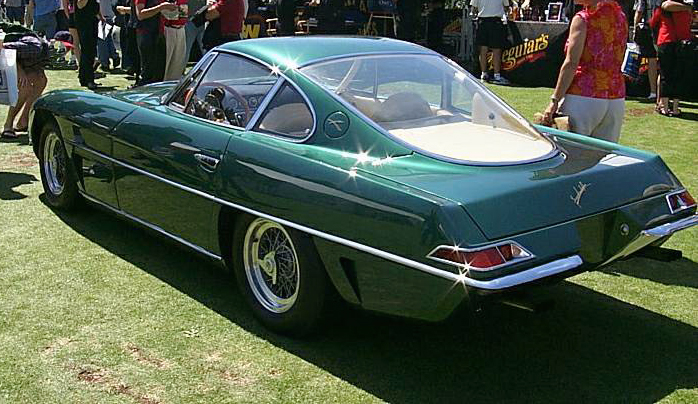
Lamborghini 350 GTV rear

Lamborghini 350 GTV (укр. Ламборґіні 350 ГТВ) — перший прототип спорткару класу GT від італійської спортивної преміум-марки Lamborghini. Показ моделі відбувся на Туринському автосалоні (Turin Auto Show) в березні 1963 року. Автомобіль був побудований в єдиному екземплярі а його база послужила для створення 350 GT, яка була представлена на Женевському автосалоні 1964 року і вироблялась до 1966 року. 
350 GTV — перший автомобіль італійської марки, яка того часу виробляла трактори і була призвана стати кращою за Ferrari. Відповідальними за створення автомобіля були: Giotto Bizzarrini (Джотто Бізаріні), Franco Scaglione (Франко Скагліоне), Georgio Neri (Джорджио Нері) та Lucciano Bonacini (Лучіано Боначіні). Прототип 350 GTV був спроектований і побудований на тракторному заводі в Ченто, перш ніж завод Sant'Agatha був завершений.  Giotto Bizzarrini (працював раніше на Ferrari), розробив двигун V12 потужністю 360 к.с. при 8000 оборотах за хв. та 326 Нм при 6000, який послужив основою для майбутніх моделей марки.  
350 GTV був призначений для розміщення в офіційному музеї Lamborghini, разом з іншими пам'ятними Lamborghini, але цей прототип, який є безцінною частиною історії Automobili Lamborghini SpA був проданий колекціонерові з Японії, де автомобіль проживав в Noritake протягом декількох років.  
Зараз цей унікальний автомобіль знаходиться в офіційному музеї Lamborghini, до якого приєдналися останній вироблений Countach і деякі інші автомобілі Lamborghini, як Diablo Roadster prototype і Cala.